# Erich Butka
Erich Butka (ur. 1 lutego 1944, zm. 20 sierpnia 2017) – austriacki judoka. Olimpijczyk z Monachium 1972, gdzie zajął jedenaste miejsce w wadze ciężkiej.
Uczestnik mistrzostw świata w 1969 i 1971. Brązowy medalista mistrzostw Europy w 1968 i 1969 i trzeci w drużynie w 1970 roku.

## Letnie Igrzyska Olimpijskie 1972
| Konkurencja | Eliminacje            | Klas. końcowa |
| Konkurencja | Przeciwnik I          | Miejsce       |
| ----------- | --------------------- | ------------- |
| +93 kg      | Alfred Rogers (CAN) P | 11.           |